# Entedonomphale quasimodo
Entedonomphale quasimodo är en stekelart som beskrevs av Triapitsyn 2005. Entedonomphale quasimodo ingår i släktet Entedonomphale och familjen finglanssteklar. Inga underarter finns listade i Catalogue of Life.